# واشینگتن شرقی
واشینگتن شرقی به بخش شرقی ایالت واشینگتن گفته می‌شود.